# 민주당 (세르비아)
민주당(民主黨, 세르비아어: Демократска странка / Demokratska stranka)은 세르비아의 정당이다. 사회자유주의를 지향하며, 1990년 설립되었다.

## 당의 역사
이 정당은 동유럽 혁명의 여파로 유고슬라비아 사회주의 연방공화국에 다당제가 도입된 이후인 1990년, 세르비아의 지식인 중심으로 결성되었다. 이 때 당 결성에 참여한 인물들 중에는 훗날 세르비아의 총리를 지내는 조란 진지치, 유고슬라비아 연방 공화국의 마지막 대통령과 세르비아의 총리를 지내는 보이슬라브 코슈투니차가 있었다.
1990년 12월, 민주당은 다당제를 기반으로 치러진 의회 선거에서 세르비아 대통령 슬로보단 밀로셰비치가 이끄는 여당 세르비아 사회당에 유리한 소선거구제의 영향으로 전체 250석 중 7석을 획득하였다. 1992년 의회 선거에서는 6석에 머물렀으며, 1993년 의회 선거에서는 29석을 확보하였다. 이듬해 1994년, 조란 진지치가 당의 지도자가 되었다.
진지치는 유고슬라비아 전쟁의 여파로 세르비아 내에서 민족주의의 기운이 고조되고 있음에도 불구하고 당을 계속해서 이끌어 나갔으나, 그 상황에서 민주당은 큰 세력이 될 수 없었다. 진지치는 1996년부터 1997년까지 세르비아의 수도 베오그라드에서 권위주의적 경향을 강화한 슬로보단 밀로셰비치 정권에 반대하는 대규모 시위가 일어난 이후, 최초의 비공산 계열 베오그라드 시장이 되었다.
1997년 의회 선거에서는 정적이었던 부크 드라슈코비치(Vuk Drašković), 베스나 페시치(Vesna Pešić)가 각각 이끄는 세르비아 재생 운동(Српски покрет обнове), 세르비아 시민 연대와 연합 노선을 이루었으나, 내분으로 인해 연합은 4개월 만에 깨지고 1997년 의회 선거는 보이콧하였다.

## 선거 결과
| 연도   | 득표수    | 득표율    | 의석 수  | 의석 수 변동 | 비고             | 집권 여부 |
| ------ | --------- | --------- | -------- | ------------ | ---------------- | --------- |
| 1990년 | 374,887   | 7.45%     | 7 / 250  | 7            |                  | 야당      |
| 1992년 | 196,347   | 4.16%     | 6 / 250  | 1            |                  | 야당      |
| 1993년 | 497,582   | 11.57%    | 29 / 250 | 23           |                  | 야당      |
| 1997년 | 선거 거부 | 선거 거부 | 0 / 250  | 29           |                  | 원외 정당 |
| 2000년 | 2,402,387 | 64.09%    | 45 / 250 | 45           | DOS 연합         | 여당      |
| 2003년 | 481,249   | 12.58%    | 26 / 250 | 19           | 시민 연합        | 야당      |
| 2007년 | 915,854   | 22.71%    | 60 / 250 | 34           |                  | 여당      |
| 2008년 | 1,590,200 | 38.42%    | 64 / 250 | 4            | ZES 연합         | 여당      |
| 2012년 | 863,294   | 22.07%    | 49 / 250 | 15           | ZBŽ 연합         | 야당      |
| 2014년 | 216,634   | 6.03%     | 17 / 250 | 32           | NP 연합          | 야당      |
| 2016년 | 227,589   | 6.02%     | 12 / 250 | 5            | NP-ZZS-DSHV 연합 | 야당      |